# Psychological Medicine
Psychological Medicine – recenzowany periodyk naukowy publikujący artykuły z dziedziny psychiatrii i psychologii. Istnieje od 1970 roku i jest wydawany przez Cambridge University Press.
Czasopismo ma 2 redaktorów naczelnych: Kennetha S. Kendlera z Uniwersytetu Virginia Commonwealth i Robina M. Murraya z King’s College London. 
Impact factor periodyku za rok 2014 wyniósł 5,938, co uplasowało go na:
- 4. miejscu na 119 czasopism w kategorii „psychologia kliniczna”,
- 8. miejscu wśród 76 czasopism w kategorii „psychologia”,
- 14. miejscu spośród 140 czasopism w kategorii „psychiatria”.

Na polskiej liście czasopism punktowanych przez Ministerstwo Nauki i Szkolnictwa Wyższego z 2015 roku „Psychological Medicine” przyznano 40 punktów.
SCImago Journal Rank periodyku za 2014 rok wyniósł 2,592, dając mu:
- 6. miejsce wśród 184 czasopism w kategorii „psychologia stosowana”,
- 17. miejsce spośród 494 czasopism w kategorii „psychiatria i zdrowie psychiczne”.